# 8301 Haseyuji
8301 Haseyuji è un asteroide della fascia principale. Scoperto nel 1995, presenta un'orbita caratterizzata da un semiasse maggiore pari a 2,3258533 UA e da un'eccentricità di 0,0992471, inclinata di 3,71605° rispetto all'eclittica.